# Governo Calvo-Sotelo
Il Governo Calvo-Sotelo fu l’esecutivo in carica nel Regno di Spagna dal 27 febbraio 1981 al 3 dicembre 1982. Fu il secondo governo della I legislatura.
Gli successe, il 3 dicembre 1982, il Governo González I.

## Tentatato colpo di stato durante l’investitura
Il 23 febbraio 1981, durante la seconda votazione di investitura del candidato Leopoldo Calvo-Sotelo, un gruppo di militari tra Guardia Civil e Forze Armate favorevoli al franchismo, guidate principalmente dal Tenente colonnello Antonio Tejero Molina, hanno fatto irruzione nel Congresso dei Deputati, interrompendo i lavori parlamentari e tenendo in ostaggio i deputati, tra cui anche i ministri del governo uscente e di quello entrante.
A causa di ciò, l’investitura formale di Leopoldo Calvo-Sotelo fu sospesa e per questo, tecnicamente, Adolfo Suárez sarebbe stato ancora nelle piene facoltà di Presidente del Governo di Spagna, per quanto ciò non fosse chiaro sia perché Leopoldo Calvo-Sotelo era già stato nominato dal re Juan Carlos I, e sia perché, essendo tenuto in ostaggio, non poté deliberare. Per questo motivo, si ritiene che, in quel momento, il Re ed i sottosegretari di Stato fossero de facto in carica.
Alla fine, in seguito al fallimento del golpe, la votazione di investitura poté essere tenuta il 25 febbraio, permettendo al governo di entrare in carica, seppur in ritardo di 2 giorni.

## Situazione parlamentare
| Camera                 | Collocazione     | Partiti                                                                             | Seggi     |
| ---------------------- | ---------------- | ----------------------------------------------------------------------------------- | --------- |
| Congresso dei Deputati | Governo          | UCD (168)                                                                           | 168 / 350 |
| Congresso dei Deputati | Appoggio esterno | CD (9), CiU (9), UPN (1), PAR (1), GM (1)                                           | 21 / 350  |
| Congresso dei Deputati | Opposizione      | PSOE (119), PCE (23), EAJ/PNV (7), PA (5), GM (3), UN (1), ERC (1), EE (1), UPC (1) | 158 / 350 |
| Congresso dei Deputati | Non partecipanti | HB (3)                                                                              | 3 / 350   |

## Composizione
Questa la composizione dell'esecutivo:
     Unione di Centro Democratico (UCD)
| Carica                                                  | Titolare                                                               | Titolare | Titolare                                                                   | Partito |
| ------------------------------------------------------- | ---------------------------------------------------------------------- | -------- | -------------------------------------------------------------------------- | ------- |
| Presidente del Governo                                  |                                                                        |          | Leopoldo Ramón Pedro Calvo-Sotelo Bustelo                                  | UCD     |
| Primo Vicepresidente                                    |                                                                        |          | Rodolfo Martín Villa (fino al 30 luglio 1982)                              | UCD     |
| Primo Vicepresidente                                    | Juan Antonio García Díez (dal 30 luglio 1982)                          |          |                                                                            | UCD     |
| Secondo Vicepresidente (soppresso) Economia e Commercio |                                                                        |          | Juan Antonio García Díez (fino al 30 luglio 1982)                          | UCD     |
| Interno                                                 |                                                                        |          | Juan José Rosón                                                            | UCD     |
| Affari esteri                                           |                                                                        |          | José Pedro Pérez-Llorca                                                    | UCD     |
| Giustizia                                               |                                                                        |          | Francisco Fernández Ordóñez (fino al 1º settembre 1981)                    | UCD     |
| Giustizia                                               | Pío Cabanillas Gallas (dal 1º settembre 1981)                          |          |                                                                            | UCD     |
| Finanze                                                 |                                                                        |          | Jaime García Añoveros                                                      | UCD     |
| Difesa                                                  |                                                                        |          | Alberto Carlos Oliart Saussol                                              | UCD     |
| Opere pubbliche e Urbanistica                           |                                                                        |          | Luis Ortiz González                                                        | UCD     |
| Istruzione, Università e Ricerca (soppresso)            |                                                                        |          | Juan Antonio Ortega y Díaz-Ambrona (fino al 1º dicembre 1981)              | UCD     |
| Istruzione e Scienza (istituito)                        |                                                                        |          | Federico Mayor Zaragoza (dal 1º dicembre 1981)                             | UCD     |
| Lavoro, Salute e Sicurezza sociale (soppresso)          |                                                                        |          | Jesús Sancho Rof (fino al 1º dicembre 1981)                                | UCD     |
| Lavoro e Sicurezza sociale (istituito)                  |                                                                        |          | Santiago Rodríguez-Miranda Gómez (dal 1º dicembre 1981)                    | UCD     |
| Salute e Consumo (istituito)                            |                                                                        |          | Manuel Núñez Pérez                                                         | UCD     |
| Industria ed Energia                                    |                                                                        |          | Ignacio Bayón                                                              | UCD     |
| Agricoltura, Pesca ed Alimentazione                     |                                                                        |          | Jaime Lamo de Espinosa y Michels de Champourcin (fino al 1º dicembre 1981) | UCD     |
| Agricoltura, Pesca ed Alimentazione                     | José Luis Álvarez Álvarez (dal 1º dicembre 1981 al 28 ottobre 1982)    |          |                                                                            | UCD     |
| Agricoltura, Pesca ed Alimentazione                     | José Luis García Ferrero (dal 28 dicembre 1982)                        |          |                                                                            | UCD     |
| Trasporti, Turismo e Comunicazioni                      |                                                                        |          | José Luis Álvarez Álvarez (fino al 1º dicembre 1981)                       | UCD     |
| Trasporti, Turismo e Comunicazioni                      | Luis Gámir Casares (dal 1º dicembre 1981)                              |          |                                                                            | UCD     |
| Presidenza                                              |                                                                        |          | Pío Cabanillas Gallas (fino al 1º dicembre 1981)                           | UCD     |
| Presidenza                                              | Matías Rodríguez Inciarte (dal 1º dicembre 1981)                       |          |                                                                            | UCD     |
| Cultura                                                 |                                                                        |          | Íñigo Cavero y Lataillade (fino al 1º dicembre 1981)                       | UCD     |
| Cultura                                                 | Soledad Becerril (dal 1º dicembre 1981)                                |          |                                                                            | UCD     |
| Amministrazione territoriale                            |                                                                        |          | Rodolfo Martín Villa (fino al 1º dicembre 1981)                            | UCD     |
| Amministrazione territoriale                            | Rafael Arias-Salgado Montalvo (dal 1º dicembre 1981 al 30 luglio 1982) |          |                                                                            | UCD     |
| Amministrazione territoriale                            | Luis Manuel Cosculluela Montaner (dal 30 luglio 1982)                  |          |                                                                            | UCD     |